# Interface utilisateur conversationnelle
 (mai 2023).
Une interface utilisateur conversationnelle (CUI) est une interface utilisateur (UI) qui permet l’interaction entre l'homme et les ordinateurs. Historiquement, les ordinateurs se sont basés sur des interfaces utilisateur textuelles et des interfaces utilisateur graphiques (GUI) pour traduire l'action utilisateur souhaitée en commandes afin que l'ordinateur arrive à comprendre. Au lieu de cela, les CUI offrent à l'utilisateur la possibilité de communiquer avec l'ordinateur dans son langage naturel plutôt que dans des commandes spécifiques à la syntaxe.
Pour ce faire, les interfaces conversationnelles utilisent le traitement du langage naturel (TAL) pour permettre aux ordinateurs de comprendre, d'analyser et de créer du sens à partir du langage humain. La nature ambiguë du langage humain fait qu'il est difficile pour une machine de toujours interpréter correctement les requêtes de l'utilisateur, c'est pourquoi nous avons assisté à une évolution vers la compréhension du langage naturel (NLU).
NLU permet aux interfaces conversationnelles l'analyse des sentiments et la gestion des entrées non structurées que le cerveau humain est capable de comprendre, telles que les fautes d'orthographe des questions de suivi. Par exemple, en tirant parti de NLU, un utilisateur pourrait d'abord demander la population des États-Unis. Si l'utilisateur demande alors "Qui est le président ?", la recherche reprendra le contexte des États-Unis et fournira la réponse appropriée.
Les interfaces conversationnelles sont devenues un outil  efficace permettant aux entreprises de fournir facilement aux utilisateurs des informations pertinentes sans complexités.
Les interfaces utilisateurs vocale et les chatbots sont aujourd'hui les principales catégories d'interfaces conversationnelles .

## Interfaces vocales
Une interface utilisateur vocale permet à un utilisateur d'effectuer une action en prononçant une commande. Introduit en octobre 2011, Siri d'Apple a été l'un des premiers assistants vocaux largement adopté.
Le développement s'est poursuivi depuis l'introduction de Siri pour inclure des appareils domestiques tels que Google Home ou Amazon Echo qui permettent aux utilisateurs de connecter leur maison via une série d'appareils intelligents. Les utilisateurs peuvent désormais éteindre les lumières, définir des rappels et appeler leurs amis avec des commandes verbale.
Ces interfaces conversationnelles qui utilisent un assistant vocal sont devenues un moyen populaire pour les entreprises d'interagir avec leurs clients. Les clients n'ont plus besoin d'introduire de noms d'utilisateur et de mots de passe pour leurs différents comptes ; ils lient simplement chaque compte à Google ou Amazon.

## Interfaces textuelles
Un chatbot est une interface web ou mobile qui permet à l'utilisateur de poser des questions pour rechercher des informations. Le système backend de l'interface textuelle fonctionne de la même manière qu'un assistant vocal, le frontal utilise une interface visuelle pour transmettre des informations. Cette interface visuelle permet aux entreprises d'effectuer des transactions commerciales plus complexes avec des clients en utilisant des instructions, des liens profonds et des graphiques pour transmettre une réponse. La complexité à laquelle un chatbot répond aux questions dépend du développement du backend. Les chatbots avec des réponses codées complexes ont une base d'informations et de compétences limités.
Les chatbots ont évolué et utilisent dorénavant diverses technologies pour interagir avec les utilisateurs, telles que l’intelligence artificielle et l'apprentissage automatique,.